# 후아유 (드라마)
《후아유》는 2013년 7월 29일부터 2013년 9월 17일까지 tvN에서 방영된 텔레비전 드라마이다.

## 등장 인물

### 주요 인물
- 소이현 : 양시온(30세) 역 - 경찰청 유실물센터 팀장, 기억 상실, 영혼을 봄
- 옥택연 : 차건우(27세) 역 - 경찰청 유실물센터 경장
- 김재욱 : 이형준(34세) 역 - 전 강력계 형사, 시온의 죽은 연인

### 주변 인물
- 김창완 : 최문식(45세) 역 - 강력반 팀장
- 박영지 : 문홍주(58세) 역 - 경찰청 수사국장
- 김예원 : 장희빈(20대) 역 - 가짜 무속인
- 노영학 : 임성찬(20대) 역 - 의경, 유실물센터 막내

### 그 외 인물
- 오희준 : 승하 역 - 경찰청 유실물센터 막내, 의경
- 강성필 : 박일두 역 - 전직 형사
- 김기천 : 형사과장 역
- 김경범 : 봉 팀장 역 - 풍속영업단속팀 형사
- 추정화 : 이은주 역 - 이형준의 누나
- 김민채 : 간호사 역
- 미소윤 : 간호사 역
- 미상 : 시온을 취조하는 형사 1 역
- 정영민 : 시온을 취조하는 형사 2 역
- 김영선 : 단오름의 어머니 역
- 강문경 : 경찰 역
- 미상 : 유실물 가방을 찾으려는 노숙자 역
- 미상 : 부검의 역
- 반혜라 : 장연희의 어머니 역
- 한춘일 : 아파트 경비원 역
- 미상 : 장연희의 사체를 유기한 남자 역
- 미상 : 경찰 역
- 서정주 : 마사지샵 직원 역
- 미상 : 장례지도사 역
- 고진명 : 차명수가 일하는 가게 사장 역
- 미상 : 강우철 역 - 6년 전 사건 때 처음 출동한 형사
- 민경진 : 조현탁 역 - 강우철을 숨겨준 음식점 사장, 전직 형사
- 윤미향 : 남편에게 폭행당한 점집 손님 역
- 김민규 : 이영길 역 - 조선족
- 박건락 : 백양범 역 - 이영길의 친구, 조선족
- 미상 : 차이나타운 음식점의 직원 역
- 김병춘 : 왕 사장 역 - 차이나타운 음식점의 사장
- 미상 : 시온의 경찰 선배 역
- 미상 : Bar 사장 역
- 장준호 : 경찰감찰관 역
- 이나경 : 소아병동 간호사 역
- 신범식 : 밀수조직원 역
- 미상 : 밀수조직원 역
- 미상 : 전당포 주인 역
- 박성균 : 의사 역
- 이종구 : 국회의원 역
- 최현서 : 김정임(이지원) 역 (아역 : 미상) - 사고로 입원해있는 간호사
- 이금주 : 김정임의 어머니 역
- 미상 : 김정임의 언니 역 (아역 : 미상)
- 정두겸 : 지검장 역
- 미상 : 의사 역
- 김광인 : 의사 역
- 미상 : 형사 역
- 미상 : 박일두가 폭행 당하는걸 본 목격자 역
- 손선근 : 요양원 의사 역
- 미상 : 요양원 간호사 역
- 송하준 : 이우석 역 - 유실물센터 신입 의경
- 이종원
- 미상 : 여배우 역
- 김선녀 : 아줌마 귀신 역
- 미상 : 강수철 역 - 사기전과 4범, 예물시계를 가져간 남자
- 미상 : 건우의 동료형사 역
- 조현진 : 예물시계를 찾으러 온 여자 역
- 미상 : 강력반 팀장 역

### 특별 출연
- 문가영 : 단오름 역 - 청각장애인 학생 (1~2회)
- 장현성 : 박형진 역 - 정신건강의학과 의사, 배경민의 삼촌 (1~2회)
- 조승현 : 배경민 역 - 단오름의 남자친구 (1~2회)
- 김승수 : 박응준 역 - 서울중앙지검 검찰청 검사 (3~4회, 13~14회)
- 한은선 : 장연희 역 - 박응준의 약혼녀, 천식 환자 (2~4회)
- 조덕제 : 이상철 역 - 서부경찰서 강력계 형사 (3~4회)
- 김영란 : 박응준의 어머니 역 (4회)
- 장남열 : 차명수 역 - 건우의 아버지, 지적장애 2급 (5회)
- 김윤혜 : 임정은 역 - 건우의 파트너 형사 (16회)

### 우정출연
- 최우식 : 희구 역 - 해커 (10회, 12~13회)